# Pierre Wantzel
Pierre Wantzel (francès: Pierre-Laurent Wantzel)  (París, 5 de juny de 1814 - París, 21 de maig de 1848) va ser un matemàtic francès que va demostrar que diversos problemes geomètrics antics són impossibles de resoldre usant únicament regle i compàs. La solució a aquests problemes havia set buscada durant milers d'anys, concretament des dels antics grecs. Per exemple: {\displaystyle {\sqrt {2}}} és un nombre construïble amb regla i compàs, però {\displaystyle {\sqrt[{3}]{2}}} no ho és.
Wantzel publicà l'any 1837 a una revista de matemàtiques francesa, el Journal de Mathématiques Pures et Appliquées, la primera prova completament rigorosa de la impossibilitat de trisecar un angle amb només regle i compàs.
Wantzel demostrà igualment la impossibilitat de resoldre la duplicació del cub i la construcció d'un polígon regular, el nombre de cares del qual no sigui el producte d'una potència de dos per diferents nombres primers de Fermat (teorema de Gauss-Wantzel).
La solució d'aquests problemes era perseguida des de feia més de mil anys, especialment pels antics grecs. Malgrat això, el treball de Wantzel no va ser considerat pels seus contemporanis i va ser essencialment oblidat. Molts anys després de la seva mort van aparèixer les primeres referències a l'article de Wantzel: primer en un paràgraf de la tesi doctoral de Julius Petersen de 1871 i, després en uns treballs de José Echegaray publicats el 1887. Probablement, va ser un article de Florian Cajori sobre Wantzel, publicat 80 anys més tard que els articles de Wantzel, el que va fer que s'iniciés un interès per la seva obra entre els matemàtics del segle xx.